# Степовое (Новоодесский район)
Степово́е (укр. Степове; до 2016 г. Ки́ровка) — село в Новоодесском районе Николаевской области Украины.
Основано в 1929 году. Население по переписи 2001 года составляло 221 человек. Почтовый индекс — 56643. Телефонный код — 5167. Занимает площадь 0,603 км².

## Местный совет
56643, Николаевская обл., Новоодесский р-н, с. Новошмидтовка, ул. Центральная, 26